# Thelymitra silena
Thelymitra silena är en orkidéart som beskrevs av David Lloyd Jones. Thelymitra silena ingår i släktet Thelymitra och familjen orkidéer.
Artens utbredningsområde är Tasmanien. Inga underarter finns listade i Catalogue of Life.